# Vila de Mouros
Vila de Mouros (llamada oficialmente San Miguel de Vila de Mouros) es una parroquia española del municipio de Incio, en la provincia de Lugo, Galicia.

## Límites
Limita con las parroquias de Chorente, San Saturnino de Froyán y Loureiro al norte, Bardaos al este, Castelo y Noceda al sur, y Rubián de Cima al oeste.

## Organización territorial
La parroquia está formada por siete entidades de población, constando tres de ellas en el nomenclátor del Instituto Nacional de Estadística español:
- Airexe
- Barrio (O Barrio)
- O Lucial
- Outeiro
- Pacios
- Santa Cruz do Oural
- O Túnel

## Demografía
| Gráfica de evolución demográfica de Vila de Mouros entre 2000 y 2020 |
|                                                                      |
| Datos según el nomenclátor publicado por el INE.                     |